# Comuna Tala
Tala es una comuna de 1ª categoría de los distritos Tala, Potrero y Molino del departamento Uruguay en la provincia de Entre Ríos, República Argentina. Ni el pequeño poblado de Colonia Los Ceibos (32°36′14.06″S 58°27′5.12″O / -32.6039056, -58.4514222) ni el de Colonia Santa Ana han sido reconocidos estadísticamente como localidades censales.

## Generalidades
La población de la jurisdicción de la junta de gobierno es rural dispersa y era de 618 personas según el censo de octubre de 2010, de los cuales 326 eran varones. En el censo de 2001 registró 548 habitantes.

## Historia
El centro rural de población de Colonia Los Ceibos (hasta 1951 llamada Colonia El Sauce) fue creado por decreto n.º 8472 MGJE del 9 de diciembre de 1999 y el de Colonia Santa Ana por decreto n.º 1094/2001 MGJE de 16 de abril de 2001, estableciendo sus límites. Colonia Santa Ana recibió la categoría III por decreto 5291/2001 MGJ del 31 de diciembre de 2001 y Colonia Los Ceibos la IV por decreto n.º 1512/2000 MGJE de 17 de abril de 2000 y la II por decreto 3691/2001 MGJ del 3 de octubre de 2001 Los límites jurisdiccionales de Los Ceibos fueron ampliados por decreto 1619/2001 MGJ de 28 de mayo de 2001.
La fusión entre Los Ceibos y Santa Ana para crear Tala se estableció por decreto n.º 1255/2011 MGJE de 19 de abril de 2011.
Desde 2003 las juntas de gobierno de Santa Ana y Los Ceibos pasaron a ser electivas luego de la reforma de la ley n.º 7555 de Juntas de Gobierno, correspondiéndole 1 presidente, 7 vocales titulares y 3 vocales suplentes, por períodos de 4 años. Se utiliza el circuito electoral 163-Tala.

## Comuna
La reforma de la Constitución de la Provincia de Entre Ríos que entró en vigencia el 1 de noviembre de 2008 dispuso la creación de las comunas, lo que fue reglamentado por la Ley de Comunas n.º 10644, sancionada el 28 de noviembre de 2018 y promulgada el 14 de diciembre de 2018. La ley dispuso que todo centro de población estable que en una superficie de al menos 75 km² contenga entre 700 y 1500 habitantes, constituye una comuna de 1ª categoría. La Ley de Comunas fue reglamentada por el Poder Ejecutivo provincial mediante el decreto 110/2019 de 12 de febrero de 2019, que declaró el reconocimiento ad referéndum del Poder Legislativo de 34 comunas de 1ª categoría con efecto a partir del 11 de diciembre de 2019, entre las cuales se halla Tala. La comuna está gobernada por un departamento ejecutivo y por un consejo comunal de 8 miembros, cuyo presidente es a la vez el presidente comunal. Sus primeras autoridades fueron elegidas en las elecciones de 9 de junio de 2019.